# Вишнівецька селищна рада
Вишніве́цька се́лищна ра́да — адміністративно-територіальна одиниця та орган місцевого самоврядування у Збаразькому районі Тернопільської області. Адміністративний центр — селище міського типу Вишнівець.

## Загальні відомості
Вишнівецька селищна рада утворена в 1940 році.
- Територія ради: 11,87 км²
- Населення ради: 3 913 особи (станом на 2001 рік)
- Територією ради протікає річка Горинь

## Населені пункти
Селищній раді підпорядковані населені пункти:
- смт Вишнівець
- с. Загороддя

## Склад ради
Рада складається з 26 депутатів та голови.
- Голова ради:  Кравець Володимир
- Секретар ради: Іваниш Степан Юрійович

### Керівний склад попередніх скликань
| Прізвище, ім'я, по батькові    | Основні відомості                                                                      | Дата обрання | Дата звільнення |
| ------------------------------ | -------------------------------------------------------------------------------------- | ------------ | --------------- |
| Баюрський Ростислав Васильович | Селищний голова, 1949 року народження, освіта вища, член Соціалістичної партії України | 26.03.2006   | 31.10.2010      |
| Баюрський Ростислав Васильович | Селищний голова, 1949 року народження, освіта вища, безпартійний                       | 31.10.2010   |                 |

Примітка: таблиця складена за даними сайту Верховної Ради України

### Депутати
За результатами місцевих виборів 2010 року депутатами ради стали:

#### За суб'єктами висування
| Суб'єкт висування         | Кількість обраних депутатів | %    |
| ------------------------- | --------------------------- | ---- |
| Самовисування             | 20                          | 76,9 |
| Українська Народна Партія | 6                           | 23,1 |

#### За округами
| № округу                  | Прізвище, ім'я, по батькові    | Дата визнання обраним | Освіта             | Партійна приналежність                        | Відомості про обраного депутата               |
| ------------------------- | ------------------------------ | --------------------- | ------------------ | --------------------------------------------- | --------------------------------------------- |
| Українська Народна Партія |                                |                       |                    |                                               |                                               |
| 9                         | Теслюк Генадій Ілліч           | 01.11.2010            | вища               | член Української Народної Партії              | Цегельний завод, головний бухгалтер           |
| 16                        | Росіцький Андрій Володимирович | 01.11.2010            | вища               | член Української Народної Партії              | загальноосвітня школа, вчитель                |
| 18                        | Головатюк Григорій Петрович    | 01.11.2010            | середня            | позапартійний                                 | приватний підприємець                         |
| 23                        | Поворознік Лариса Яківна       | 01.11.2010            | вища               | позапартійна                                  | приватний підприємець                         |
| 25                        | Іванська Яна Миколаївна        | 01.11.2010            | вища               | позапартійна                                  | тимчасово не працює                           |
| 26                        | Головатюк Галина Анатоліївна   | 01.11.2010            | вища               | позапартійна                                  | приватний підприємець                         |
| Самовисування             |                                |                       |                    |                                               |                                               |
| 1                         | Філик Володимир Андрійович     | 01.11.2010            | вища               | позапартійний                                 | Музична школа, директор                       |
| 2                         | Качан Євгенія Павлівна         | 01.11.2010            | середня            | позапартійна                                  | Міський Будинок Культури, директор            |
| 3                         | Вовк Яків Якович               | 01.11.2010            | вища               | позапартійний                                 | пенсіонер                                     |
| 4                         | Ванджула Віталій Георгійович   | 01.11.2010            | середня            | позапартійний                                 | загальноосвітня школа, вчитель                |
| 5                         | Навроцький Роман Миколайович   | 01.11.2010            | середня            | позапартійний                                 | Селищна рада, секретар                        |
| 6                         | Вакулік Олег Петрович          | 01.11.2010            | вища               | позапартійний                                 | МНВМ, вчитель                                 |
| 7                         | Юзвенко Анатолій Леонідович    | 01.11.2010            | середня            | позапартійний                                 | Вишнівецька МПК, начальник                    |
| 8                         | Москаль Алла Вікторівна        | 01.11.2010            | вища               | член Всеукраїнського об'єднання «Батьківщина» | Відділення зв'язку, начальник                 |
| 10                        | Табачук Євген Миколайович      | 01.11.2010            | середня            | позапартійний                                 | пенсіонер                                     |
| 11                        | Костін Євген Семенович         | 01.11.2010            | середня            | позапартійний                                 | приватний підприємець                         |
| 12                        | Шаповал Олег Ярославович       | 02.01.2011            | середня спеціальна | позапартійний                                 | Вишневецьке ПТУ, майстер виробничого навчання |
| 13                        | Іваниш Степан Петрович         | 01.11.2010            | середня            | позапартійний                                 | Селищна рада, начальник ВОБ                   |
| 14                        | Гамільський Сергій Сергійович  | 01.11.2010            | вища               | позапартійний                                 | приватний підприємець                         |
| 15                        | Плевачук Анатолій Євдокимович  | 01.11.2010            | вища               | позапартійний                                 | РКЛ, лікар                                    |
| 17                        | Кравець Микола Іванович        | 01.11.2010            | середня            | позапартійний                                 | приватний підприємець                         |
| 19                        | Бартощук Вікторія Петрівна     | 01.11.2010            | вища               | позапартійна                                  | приватний підприємець                         |
| 20                        | Мороз Юрій Тихонович           | 01.11.2010            | вища               | позапартійний                                 | тимчасово не працює                           |
| 21                        | Савич Олександр Олексійович    | 01.11.2010            | середня            | позапартійний                                 | приватний підприємець                         |
| 22                        | Буковський Олександр Петрович  | 01.11.2010            | вища               | позапартійний                                 | РКЛ, лікар                                    |
| 24                        | Савчук Юрій Леонідович         | 01.11.2010            | середня            | позапартійний                                 | пенсіонер                                     |